# Chiesa di Santa Maria Bambina (Terranuova Bracciolini)

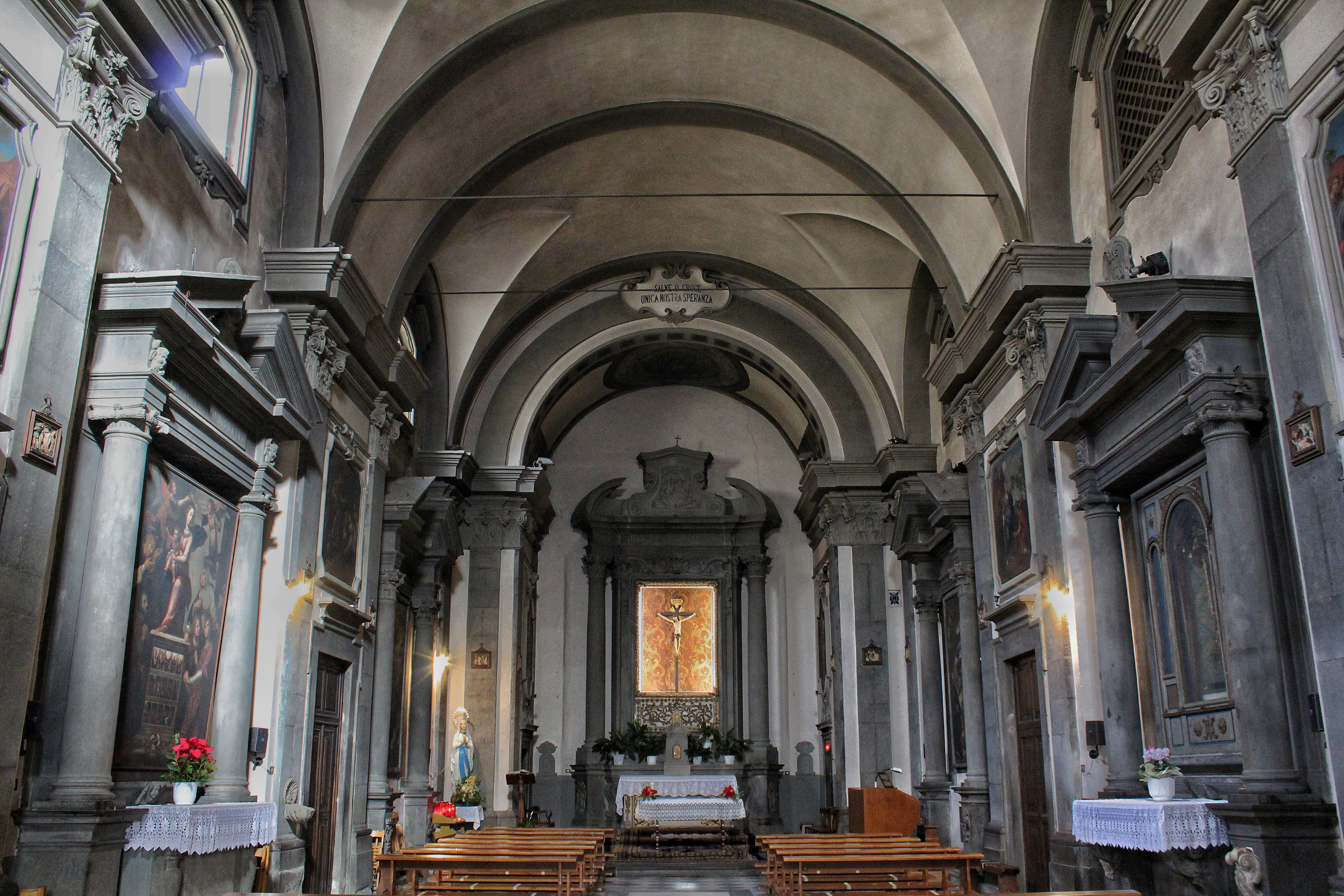
Chiesa di Santa Maria Bambina, Interno

La chiesa di Santa Maria Bambina è un edificio sacro che si trova in piazza della Repubblica, a Terranuova Bracciolini.

## Storia e descrizione
La chiesa fu la più grande fondata all'interno della nuova terra murata alla metà del Trecento, come chiesa dell'intera nuova comunità. All'inizio fece parte del Piviere di Gropina, ma dal 1443 da papa Eugenio IV e forse per interessamento di Poggio Bracciolini, segretario apostolico, fu eretta a Pieve, da cui cominciarono a dipendere tutte le chiese terranuovesi. Nel 1737 fu eletta ad arcipretura.
La chiesa si presenta nell'aspetto datole dagli interventi eseguiti tra il Sei e il Settecento e non mostra tracce della costruzione originaria o di interventi precedenti. La facciata nobile e classicheggiante, chiusa ai lati da due coppie di lesene giganti e aperta da un portale sormontato da un timpano curvilineo spezzato, è conclusa da un timpano triangolare. Sull'architrave della porta di accesso alla torre campanaria, sul lato sinistro della chiesa, è un'iscrizione riferita alla fondazione di Terranuova.

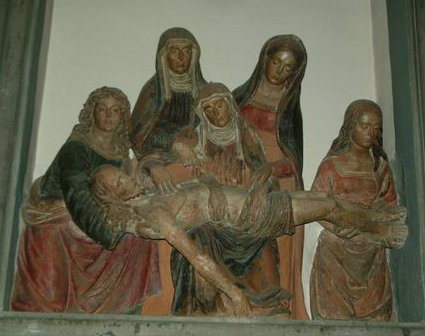
La Pietà

L'interno è a navata unica, coperta da una volta a botte. Nella navata si susseguono tre altare per lato, forse risalenti alla prima metà del XVII secolo. Nella parte più alta della navata, tra gli altari, è una serie di tele con cornici sagomate rappresentanti Eroine del Vecchio Testamento, di un pittore settecentesco anonimo. Il primo altare destro, oggi di Santa Lucia, fu fondato da Poggio Bracciolini e dedicata all'Annunziata. Sotto la mensa si conserva l'epigrafe in latino fatta scolpire dall'umanista nel 1438, in cui è narrato il ritrovamento di alcune importanti reliquie. L'iscrizione, in belle lettere capitali classiche, è uno dei primi esempi di scrittura umanistica. Il secondo altare, oggi dedicato alla Madonna del Buonconsiglio, raffigurata nel piccolo dipinto al centro, era di patronato della famiglia Bartolini Baldelli, alla quale si riferiscono gli stemmi in marmo. Al secondo altare è la tela secentesca anonima con l'Immacolata Concezione tra i santi Antonio da Padova e Giuseppe, già menzionata in un inventario del 1676.
Nel presbiterio, sotto la mensa dell'altare maggiore, è collocata l'urna lignea di san Tito le cui spoglie giunsero a Terranuova nel 1665 provenienti dalle catacombe di Santa Priscilla a Roma. Alle pareti laterali sono due tele settecentesche anonime: a destra è raffigurato San Tito e a sinistra la Vergine.
Nella navata sinistra, il terzo altare, il più vicino al presbiterio, è quello della famiglia Concini (loro è lo stemma in pietra) ed è dedicato alla Trinità, come si vede dall'iscrizione e dalla tela, anch'essa anonima e databile tra la fine del Seicento e l'inizio del Settecento rappresentante la Trinità con i santi Francesco e Chiara. Il secondo altare con l'iscrizione che reca la data 1616, dedicato alla Madonna del Rosario, reca un pregevole dipinto di Michelangelo Vestrucci con la Madonna del Rosario tra santi.
Alla parete sinistra della controfacciata è un gruppo in terracotta policroma con il Presepe, composto da statue mobili non coeve tra loro; quella della Madonna è il pezzo più antico (1500) ed è riferita ad Agnolo di Polo. Al primo altare sinistro è un altro gruppo con la Pietà, della bottega di Giovanni della Robbia (1515-1520 circa), composto da sei personaggi con al centro la Madonna che tiene sulle ginocchia il corpo del Cristo.
La chiesa custodiva un capolavoro del Seicento toscano, la Samaritana al pozzo di Giovanni Martinelli (1638) già esposta all'interno dell'edificio religioso ma non più presente.